# 読売テレビ番組の分野別一覧
読売テレビ番組の分野別一覧（よみうりテレビばんぐみのぶんやべついちらん）は、読売テレビで放送されている、または過去に放送された主要テレビ番組の一覧である。一部、日本テレビ系列で放送されているものもある。
なお、放送時間はすべて読売テレビ（近畿地域）でのものである（日本時間JST）。一部他地域でネットされている番組は、地域により時間が異なる。

## ニュース・情報

### 現在放送中の番組

#### ニュース番組
- かんさい情報ネットten.（月 - 金 15:50 - 19:00 ※2022年3月までは、水のみ、※2025年3月までは金のみ、15:50 - の拡大放送だった。）

現在、単独のスポットニュース枠は存在しない。ニュースの見出し字のデザインはytv独自のものを使用している。2013年4月から2017年3月までは各ニュース番組のイメージカラーに合わせた配色（『NNNストレイトニュース』と『Going!Sports&News』は赤、『NEWS ZERO』は緑、『news every.サタデー』はピンク、『真相報道 バンキシャ!』は黄色）、同年4月からは『かんさい情報ネットten.』に合わせたデザインとなっている。
2023年3月からは、日本テレビに合わせたデザインに変更になっている。

#### 情報番組
- す・またん!（月 - 金 5:10 - 6:54）
  - 朝生ワイド す・またん!(前身)
- 情報ライブ ミヤネ屋（月 - 金 13:55 - 15:50）※リアルタイム字幕放送
- anna（月 1:32 - 1:37〈日深夜〉、木 1:29 - 1:34〈水深夜〉、土 2:53 - 3:20〈金深夜〉）
- キューン!!（木 2:40 - 3:07〈水深夜〉、土 2:18 - 2:45〈金深夜〉、日 2:58 - 3:23〈土深夜〉）
- ツキいちLIVE（月1金 10:25 - 11:25）
  - a-yan(前身)
- 声〜あなたと読売テレビ（第3土 5:15 - 5:30）
- サタデーLIVE ニュース ジグザグ（土 11:55 - 13:30）
- かんさいの天気（不定期）
- おてんきシノビー（月 - 金 5:02 - 5:10）

### 放送終了した番組（ニュース・情報）
- よみうりニュース NNN
- ニュースBOX 朝一番!
- おはようニュースマガジン
- ジパングあさ6 OSAKA
- テレトーク10
- きんきTODAY
- ニュースワイド TODAY
- 大阪発プラス1
- ニューススクランブル
- 元気モンTV
- 元気モン天気
- あさイチ!
  - あさイチ!relax
  - あさリラ!
- ウラネタ芸能ワイド 週刊えみぃSHOW
- 奥さま便利帖
- 川合俊一のおひるバン!!
- くら天GOGO!
- 激テレ★金曜日
- ゲツキン!
- これが問題!土曜8時
- ミセスじゃあなる
- なるトモ!
  - もうスグ!なるトモ!
- ワイドショー今
- 2時のワイドショー
- Beアップル2時!
- ザ・ワイド（日本テレビとの共同制作）
- 情報満載 ひるまで!すっぴん!
- おもしろサンデー
- 超近未来遭遇!! どーなるスコープ
- ときめきタイムリー
- 板東英二のズバリ!直球勝負
- ミニ碁一番勝負
- ワンダーゾーン
- テレビドクター※字幕放送
- サンデー・ドクター
- ズームイン大阪
- みらいを教えて!大阪府議会
- ここにチューモク!!大阪府議会
- おはよう!ドクター
- ウェークアップ（読売テレビ制作土曜朝のワイドショー）
  - ウェークアップ!
  - ウェークアップ!ぷらす
  - あさパラS
    - あさパラ!(前身)

### ニュース・情報関連項目
- 読売新聞ニュース - 嘗ては3社ニュースのTBSテレビ版も放送し、1982年から2000年までは自社制作版も放送した。
- 読売テレビ制作土曜朝のワイドショー

## スポーツ

### 現在放送中の番組
- あすリート（土 11:35 - 11:45）
- 関西蹴球（放送日時不明）
- DRAMATIC BASEBALL - 阪神タイガース主催試合（主に火曜日・木曜日・金曜日・土曜日のどちらか） 
読売ジャイアンツ戦は日テレジータスにもネットする他、地上波全国ネットで放送する試合はBS日テレにもネット[注釈 1]。広島東洋カープ戦は放送枠により広島テレビでも放送するが、実況を同局で差し替える場合もあり。
対巨人戦と日本シリーズを全国ネットで放送する際、前者は日本テレビが制作に加わり（名目上は読売テレビ製作著作・日本テレビ製作協力だが、技術面の一部・リアルタイム字幕放送は日本テレビが担当するなど事実上日本テレビ主導）、後者は日本テレビ主導制作（読売テレビは制作協力扱い）で放送する。
読売ジャイアンツ主催試合（京セラドーム大阪、ほっともっとフィールド神戸での開催分。巨人主催のため著作権は日本テレビであるが、読売テレビも地元局として制作協力で参加。2007年以後は地上波での放送はなく、BS日テレ・日テレジータスのみ<実質読売テレビからの裏送り>）
オリックス・バファローズ主管試合は、2008年まで年1・2試合程度放送していたが、その後一旦自社放送せず、札幌テレビ放送、福岡放送などの技術協力のみ（球団制作の公式映像と併用）だった。2015年以降は再び年1・2試合程度放送する場合がある。
- Jリーグ中継
Jリーグ発足当初はガンバ大阪、セレッソ大阪の主管試合を中心に自社制作
2007年 - 2010年は関連会社「映像企画（現・ytv Nextry）」を介してセレッソ主管試合をスカパー!向けに放送（地上波の放送はなし）
2013年はytvネクストライを介して京都サンガF.C.主管試合をスカパー!向けに放送（地上波の放送は不明）
※スカパー!向け中継でも読売テレビの局アナウンサーが実況を担当する試合がある
- 全国高校サッカー選手権大会
大阪府代表決定戦と、全国大会の大阪府代表の試合を生中継
- 大阪マラソン（2月）
- ジャパンラグビーリーグワン（不定期放送）

### 放送終了した番組
- よみうりスポーツニュース
- 週刊トラトラタイガース
- 好きやねん、ジャイアンツ
- まるごとバファローズタイム
- 全英への道 ミズノオープン
- よみうりオープンゴルフトーナメント
- 都道府県対抗全日本マスターズ駅伝大会（第8回（1995年）まで放送）
- すぽこん!

## バラエティ

### 現在放送中の番組

#### 全国ネット
- 浜ちゃんが!（木 0:59 - 1:29〈水深夜〉）
- 秘密のケンミンSHOW 極（木 21:00 - 21:54） ※字幕放送・連動データ
- 見取り図の間取り図ミステリー（木 22:00 - 23:00）

#### 一部地域ネット
- にけつッ!!（水 0:54 - 1:24〈火深夜〉）
- 土曜はダメよ!（土 16:00 - 17:00） ※字幕放送
- 川島・山内のマンガ沼（火 0:54 - 1:24〈月深夜〉）
- グッと!地球便（日 10:25 - 10:55） ※字幕放送
- 上沼・高田のクギズケ!（日 11:40 - 12:35、中京テレビと共同制作）※字幕放送
- そこまで言って委員会NP（日 13:30 - 15:00） ※字幕放送
  - たかじんのそこまで言って委員会

#### 関西ローカル
- GENIC hour（金 0:59 - 1:29〈木深夜〉）
- 大阪ほんわかテレビ（金 19:00 - 19:56）
- すもももももも!ピーチCAFE（日 1:58 - 2:28〈土深夜〉）
  - ピーチ流!
- 草彅やすともの うさぎとかめ（日 12:35 - 13:30）

### 放送終了した番組

#### 全国ネット
- ああ結婚
- アキレスてんてこゲーム
- アッコのおかしな仲間
- あの町この町評判家族
- 一発逆転!!げんてんクイズ
- EXテレビ（火曜・木曜放送分）
- 教えてあげない
- おしえて!ガリレオ
- おはこ寄席
- おや!おや?親子
- カアちゃんがんばれ
- 輝け!噂のテンベストSHOW → 新テンベストSHOW
- 買ッテ来ルゾト勇マシク
- キスだけじゃイヤッ!
- 巨泉のチャレンジクイズ
- 巨泉まとめて百万円
- クイズEXPO'70
- クイズ・マネーイズマネー
- 芸恋リアル
- 結婚しまショー
- 恋ピューターシリーズ
  - ザ・恋ピューター → 三枝の恋ピューター
- GO!GO!ヤング
- ごめんやす御用だ!
- 今夜はシャンパリーノ
- さかさまショー
- ザッツ!好奇心
- ザ・ラスベガス
- SUPER SURPRISE（2009年4月 - 12月は木曜放送分を、2010年1月 - 3月は水曜放送分をそれぞれ制作） ※字幕放送
- ※鈴木健二の人間テレビ
- ※スター生たまご・邦子のいまドキ芸能界
- スターなんでも大会
- スター爆笑Q&A
- スターもびっくり ものまね大行進
- スターびっくり箱
- スター変身!
- 世界ウルトラショー
- 関口宏のびっくりトーク ハトがでますよ!
  - 関口宏のびっくりトーク（1995年7月 - 9月）
- 即席!明るい改造計画
- そっくりショー
- それいけ!!ココロジー
- ダウンタウンDX
- タッチ!タッチ!タッチ!
- 谷村新司のテレビ裸の王様
- 騙し合いバトルロワイヤル THE完全犯罪
- 丹波・山瀬のパニックTV
- 蝶々・たけしの21世紀まで待てない!!
- 出てこい!!ムーチャス
  - 新ムーチャス・勝ち抜きバトル
- 所さんのお騒がせデス
- 特訓!グリグリ名人会
- どっちDOTCH!
- どっちの料理ショー（現在も単発特番として年に数回放送される）
  - 新どっちの料理ショー
- トップスター ファンファンショー
- 頓馬天狗
  - 009!!大あばれ、とんま天狗
- ニッポン旅×旅ショー
- ハイ!次の方
- ハッスル!外人No.1
- パンパカ天国
- びっくり日本新記録
- ブチャバカ大爆笑!!
- プロポーズ作戦
- ほがらか法善寺
- まねまねバンバン
- やまかんヒット大賞
- ヨーイ・ドン!!
- ライオンお笑いネットワーク
  - お笑いネットワーク
  - お笑いネットワーク 漫才一番!
- ラッピー×ブラッピー 〜情報をエンタメにするランキング番組〜

深夜番組
- 嗚呼!花の料理人
- アフリカのツメ
- 11PM
- EXテレビ
- ZZZ
  - HAMASHO
  - 中居くん温泉H
    - 中居くん温泉
    - 中居くん温泉's

  - 新橋ミュージックホール
  - フジリコ
- 抱きしめたいっ!
- TVじゃん!!
  - BLT
  - 目玉とメガネ（「TVじゃん!!」に移動する前は関西ローカルだったが、日テレなど一部系列局でも放送）
  - BREAK!
- どんまい!! VARIETYSHOW&SPORTS
  - 紳助のサルでもわかるニュース
  - 炸裂!生テレフォン
  - YAMASHIRO桃源郷
- 鶴瓶上岡パペポTV → LIVE PAPEPO 鶴+龍
- たかじんnoばぁ〜
  - たかじんnoどォ!
- ワケあり!レッドゾーン
- 「任意同行」願えますか?
- 越境放送バリ

#### 関西ローカル・一部地域ネット（バラエティ）
| - 愛の修羅バラ!（中京テレビと共同制作） - 朝からみのもんた - 生けどりゲーム・姫をねらえ - 1・2・三枝! - オカンと娘 - オチャわん!! - オモシロ好奇心☆どろんぱ! - おもしろサンデー - ガッツ!!三枝 - 冠婚葬祭笑辞典 - クイズ新幹線 - サスペンスゲーム わくわくサンド - ざまぁKANKAN! - DODONGO! - しあわせは一ぱい - スタぴか! THOSE★AMAZING★KIDS! - テレビ!テレビ!!シリーズ - プリン・キャッシーのテレビ!テレビ!! → 鶴光のテレビ!テレビ!! - 電脳☆GQバトラー!! - トミーズ・小枝の素敵なダーリン - 土曜ドカンッ!! - なげやり倶楽部 - 仁鶴の夫婦でぶちかまし - 晴れるヤ夢街道!浪花雪乃丞一座 - マチャミ&なるみのいただき!ナハ〜レ - マチャミ&なるみのぶっちゃけナハ〜レ! - やすきよの腕だめし運だめし - 吉本コメディ - 今田耕司のネタバレMTG - 特盛!よしもと 今田・八光のおしゃべりジャングル | 深夜番組 - 雨スポ - 雨スポSTYLE - ViViVi - ViViVi2 - 嘉門達夫のお達者ワンダーランド - 今夜なに色? - 最後の晩餐 - 週刊テレビ広辞苑シリーズ - 週刊テレビ広辞苑 - 現代用語の基礎体力 - ムイミダス - 未確認飛行ぶっとい - 紳助の狼が来たーッ! - スタパー!! - プチドル - 大人はおとな - つぶれ荘物語 - テレビ面接 - 怒涛のくるくるシアター - どんぶり5656 - BAN!BOO!ぱいん!! - プロの動脈。 - マルチなあいつ! - 木曜日の丼 - グッピー!! - 芸能人口コミの店 えぇ処 - マルバレ! - メンタルヌード - ICHIRO-MONDOW 〜Two Chairs〜 - ブラマヨ・チュートのまる金TV - MusiG - 音リコ! - WWW - たかじんTV非常事態宣言 - マヨブラ流 - マヨブラジオ - マヨなか笑人 - ガリゲル - 大キングコング 情熱!しゃべり隊!! - ザ・狩人 - あしたモテ期にな〜れ! てるてるモテるちゃん - もってる!? モテるくん - くせになるややこしさ ブラックマヨネーズのハテナの缶詰 - 祇園笑者 - もうチョイ!かま天マーケット - るてんのんてる |

## 音楽

### 現在放送中の番組
- 音道楽√（ROOT）（土 0:35 - 1:05〈金深夜〉）

### 放送終了した番組
- アベック歌合戦
- WEST21
- 音の素
- 音楽ノチカラ
  - 音力－ONCHIKA－
- 帰ってきた歌謡曲
- カミオト夜
- スターと飛び出せ歌合戦
- 青春歌謡ショー
- 全日本歌謡選手権
- 伝説音舗～うれる堂～
- トニーの外人歌合戦
- 西村由紀江の日曜はピアノ気分
- Music&Entertainment ガチカメ
- ミュージック・ボンボン
- わおーん!

## ドラマ

### 現在放送中の番組
- キスでふさいで、バレないで。（ドラマDiVE+、火 1:35 - 2:05）
- 私の知らない私（木曜ドラマ、木 23:59 - 翌0:54）
- あらばしり（ドラマDiVE、金 0:59 - 1:29）

### 放送終了した番組

#### 2時間ドラマ
- ドラマシティー'92('93)
- 木曜ゴールデンドラマ

#### 連続ドラマ
- 琴姫七変化
- しゃっくり寛太
- うちの奥さん 隣のママさん
- うちのママ姉ちゃん
- 坊主拳法
- 祇園囃子
- 河内カルメン
- 噂の錦四郎
- 若いいのち
- 武田信玄
- 大阪野郎
- 祇園物語
- 丹下左膳シリーズ
- かんざしお艶
- 百億円の阿呆ぼん
- 意地悪ばあさん
- マキちゃん日記
- マドモアゼル通り
- 魔拳!カンフーチェン
- 激闘!カンフーチェン
- 青春はみだし刑事
- こんな学園みたことない!
- 花登筺原作/脚本作品
  - あらあら旅館
  - 道頓堀
  - ややととさん
  - 売らいでか!
  - 細うで繁盛記（シリーズ全3作）
  - ぼてじゃこ物語
  - らっきょうの花
  - おからの華
  - 花ぼうろ
  - 五代家の嫁
  - 細腕一代記
  - 翔んでますえ
  - お初天神
- 渡辺淳一原作
  - 氷紋
  - 北都物語
  - 野わけ
  - 冬の陽
  - 麻酔
  - 失楽園
  - くれなゐ
- 検事霧島三郎
- おきばりやす
- 花はあしたに
- 花の森台地
- 暖流
- とんぼり笑店街
- 蛙の子雀の子
- 怒れ兄弟!
- 聖女房
- ニュースなあいつ
- 綺麗になりたい
- お茶の間
- 彼女の嫌いな彼女
- 嵐の中の愛のように
- 嘘でもいいから
- 三軒目の誘惑
- お玉・幸造夫婦です
- 男はいらない
- 寝たふりしてる男たち
- 禁じられた遊び
- 好きやねん
- ベストフレンド
- オンリー・ユー〜愛されて〜
- 俺たちに気をつけろ。
- 八月のラブソング
- ナチュラル 愛のゆくえ
- ストーカー 逃げきれぬ愛
- せいぎのみかた
- 心療内科医・涼子
- 冷たい月
- 凍りつく夏
- 奇跡の人
- ボーダー 犯罪心理捜査ファイル
- ロマンス
- 女医
- ピーチな関係
- シンデレラは眠らない
- 永遠の仔
- リミット もしも、わが子が…
- ヒューマン・ラブ・ストーリー 明日を抱きしめて
- 別れさせ屋
- Pure Soul〜君が僕を忘れても〜
- フレーフレー人生!
- 本家のヨメ
- ギンザの恋
- 天国への階段 ※HV
- 私立探偵 濱マイク
- ナイトホスピタル〜病気は眠らない〜
- メッセージ〜言葉が裏切っていく〜
- 伝説のマダム
- 14ヶ月 妻が子供に還っていく
- ライオン先生
- 乱歩R
- シロでもクロでもない世界で、パンダは笑う。
- 極主夫道(ドラマ版)
- ボクの殺意が恋をした
- 新・信長公記〜クラスメートは戦国武将〜
- CODE-願いの代償-

#### 深夜ドラマ
| - 木曜ナイトドラマ - 夢をかなえるゾウ - リセット - LOVE GAME - 猿ロック - 傍聴マニア09〜裁判長!ここは懲役4年でどうすか〜 - 連続ドラマ小説 木下部長とボク - プロゴルファー花 - 日本人の知らない日本語 - FACE MAKER - 示談交渉人 ゴタ消し - 木曜ミステリーシアター - 四つ葉神社ウラ稼業 失恋保険〜告らせ屋〜 - 名探偵コナン 工藤新一への挑戦状 - 秘密諜報員 エリカ - デカ 黒川鈴木 - たぶらかし-代行女優業・マキ- - VISION-殺しが見える女- - 赤川次郎原作 毒<ポイズン> - お助け屋☆陣八 - 駄目ナリ! - Ping Pong - ホレゆけ!スタア☆大作戦 - ニーチェ先生 - 架空OL日記 - LINEの答えあわせ〜男と女の勘違い〜 - KING OF DANCE - ドラマDELI - ボクとツチノ娘の1ヶ月 - 140字の恋 | - 木曜ドラマ（木曜ドラマF・モクドラF時代を含む） - でたらめヒーロー - 町医者ジャンボ!! - ハクバノ王子サマ 純愛適齢期 - 慰謝料弁護士〜あなたの涙、お金に変えましょう〜 - トクボウ 警察庁特殊防犯課 - 獣医さん、事件ですよ - ビンタ!〜弁護士事務員ミノワが愛で解決します〜 - 五つ星ツーリスト〜最高の旅、ご案内します!!〜 - 恋愛時代 - 婚活刑事 - 青春探偵ハルヤ〜大人の悪を許さない!〜 - マネーの天使〜あなたのお金、取り戻します!〜 - ドクターカー - 遺産相続弁護士 柿崎真一 - 黒い十人の女 - 増山超能力師事務所 - 恋がヘタでも生きてます - 脳にスマホが埋められた! - ブラックリベンジ - 眠れぬ真珠〜まだ恋してもいいですか?〜 - リピート〜運命を変える10か月〜 - ラブリラン - 部長 風花凜子の恋〜会長島耕作 特別編〜 - 探偵が早すぎる - 探偵が早すぎる 春のトリック返し祭り - ブラックスキャンダル - 人生が楽しくなる幸せの法則 - 向かいのバズる家族 - わたし旦那をシェアしてた - チート〜詐欺師の皆さん、ご注意ください〜 - ランチ合コン探偵〜恋とグルメと謎解きと〜 - ギルティ〜この恋は罪ですか?〜 - おじさんはカワイイものがお好き。 - 江戸モアゼル〜令和で恋、いたしんす。〜 - カラフラブル〜ジェンダーレス男子に愛されています。〜 - イタイケに恋して - アンラッキーガール! - ケイ×ヤク -あぶない相棒- - オクトー 〜感情捜査官 心野朱梨〜 - オクトー 〜感情捜査官 心野朱梨〜Season2 - さよならの向う側 / 5分後に意外な結末 - Sister - しょうもない僕らの恋愛論 - 勝利の法廷式 - 彼女たちの犯罪 - ブラックファミリア〜新堂家の復讐〜 - めぐる未来 - 約束 〜16年目の真実〜 - クラスメイトの女子、全員好きでした - ドラマDiVE - 帰ってきたらいっぱいして。 - 好きやねんけどどうやろか - シークレット同盟 - 焼いてるふたり ～交際0日 結婚から恋をはじめよう～ ※中京テレビとの共同製作 - つづ井さん - ドラマDiVE+ - 未成年〜未熟な俺たちは不器用に進行中〜 |

#### 単発ドラマ
- 楽園への橋
- 怪物
- 約束のステージ 〜時を駆けるふたりの歌〜

#### 特撮ドラマ
- 超人バロム・1 - 東映との共同制作
- スターウルフ - 円谷プロダクションとの共同制作

### ドラマ関連項目
- 朝の連続ドラマ - 1986年4月から1993年12月まで放送。人気が上昇する前の沖直美（現・直未）、高樹沙耶（現・益戸育江）、水野真紀らが主演した。
- よみうりテレビ制作昼の帯ドラマ
- よみうりテレビ制作月曜10時枠連続ドラマ
- よみうりテレビ制作木曜9時枠連続ドラマ
- よみうりテレビ制作木曜10時枠連続ドラマ
- よみうりテレビ制作土曜7時枠連続ドラマ
- よみうりテレビ制作土曜10時枠連続ドラマ
- 日曜ドラマ
- ドラマDiVE

## アニメ

### 現在放送中の番組
- 真・侍伝 YAIBA（土 17:30 - 18:00） ※字幕放送・連動データ
- 名探偵コナン（土 18:00 - 18:30） ※字幕放送・連動データ
- FRIDAY ANIME NIGHT 葬送のフリーレン（金 23:00 - 23:30）

### 放送終了した番組（アニメ）
- 青のミブロ
- あかねさす少女
- アニメンタリー 決断
- 甘々と稲妻
- いじわるばあさん(アニメ版)
- 犬夜叉（発売および販売はエイベックス）
  - 犬夜叉 完結編
  - 半妖の夜叉姫
- Infini-T Force
- 宇宙兄弟
- 宇宙戦艦ヤマト
  - 宇宙戦艦ヤマト2
  - 宇宙戦艦ヤマトIII
- 宇宙空母ブルーノア
- うわばきクック
- エガオノダイカ
- エルドライブ【ēlDLIVE】 - 読売テレビエンタープライズ制作
- エンジェル・ハート
- 黄金バット
- オオカミ少女と黒王子
- 怪物事変
- ガンバリスト!駿
- 機巧少女は傷つかない
- ギャグマンガ日和+
- 極黒のブリュンヒルデ
- 巨人の星
  - 新・巨人の星
  - 新・巨人の星II
- 金田一少年の事件簿（発売および販売は東映）
  - 金田一少年の事件簿R ※HV・字幕放送・連動データ
- 結界師 ※HV
- ケメコデラックス!
- コボちゃん
- 侍ジャイアンツ
- GA 芸術科アートデザインクラス
- シティーハンターシリーズ
- 翠星のガルガンティア
- スタンドマイヒーローズ PIECE OF TRUTH
- 07-GHOST
- ストリートファイターII V
- 世界でいちばん強くなりたい!
- ZETMAN
- タイガーマスク
- タイムボカン24
  - タイムボカン 逆襲の三悪人
- たちゅまる劇場
- 天才バカボン
- 電波教師
- 殿といっしょ
  - 殿といっしょ 〜眼帯の野望〜
- ドラゴンクライシス!
- TRICKSTER -江戸川乱歩「少年探偵団」より-
- 虹色デイズ
- にゅるにゅる!!KAKUSENくん
- ぬらりひょんの孫
  - ぬらりひょんの孫 〜千年魔京〜
- 乃木坂春香の秘密
  - 乃木坂春香の秘密 ぴゅあれっつぁ♪
- ノブナガン
- 薄桜鬼 黎明録
- ハクション大魔王2020
- バケツでごはん
- バディ・コンプレックス
- 花咲くいろは
- 緋色の欠片
  - 緋色の欠片 第二章
- 逆転世界ノ電池少女
- 86-エイティシックス-
- 一ッ星家のウルトラ婆さん
- 不機嫌なモノノケ庵
- ブラック・ジャック（発売および販売はエイベックス）
  - ブラック・ジャック21（上記と同じ）
- べるぜバブ
- 冒険コロボックル
- ラブオールプレー - ※字幕放送・連動データ
- ボスコアドベンチャー
- まじっく快斗1412
- 魔法騎士レイアース
- まっすぐにいこう。
- MIX ※字幕放送・連動データ
- ムーの白鯨
- 無敵看板娘（よみうりテレビ初のUHFアニメ）
- ヤッターマン ※字幕放送
  - 夜ノヤッターマン
- ヤマノススメ - 読売テレビエンタープライズ制作
- YAWARA! a fashionable judo girl!
- 夢色パティシエール ※字幕放送・連動データ
  - 夢色パティシエールSPプロフェッショナル
- ラブライブ!
- 隆一まんが劇場 おんぶおばけ
- 輪廻のラグランジェシリーズ
- 俺を好きなのはお前だけかよ
- ルパン三世 (TV第1シリーズ)（発売および販売はバップ）
  - ルパン三世 PARTIII
- ロボタン (第2作)
- WORKING!!
  - WORKING'!!
  - WORKING!!!
  - WWW.WORKING!!
- おでかけ♪クック
- 錆喰いビスコ
- その着せ替え人形は恋をする
- 極主夫道(アニメ版)（日 2:28 - 2:58〈土深夜〉）

### アニメ関連項目
- 西崎義展、手塚プロダクション、トムス・エンタテインメント、サンライズ、読売テレビ制作月曜夜7時枠のアニメ、読売テレビ制作月曜夜7時30分枠のアニメ、アニメ☆7、読売テレビ制作土曜夕方5時30分枠のアニメ、読売テレビ制作土曜夕方6時枠のアニメ、読売テレビ制作土曜夜7時枠のアニメ、読売テレビ制作日曜朝7時枠のアニメ、読売テレビ制作日曜夜7時台枠のアニメ、あにめのめ、MANPA

## その他の分野

### 紀行番組

#### 現在放送中の番組
- 遠くへ行きたい（日 7:00 - 7:30） ※字幕放送

#### 放送終了した番組
- ニッポン!おもてなし旅
- クチコミ新発見!旅ぷら（不定期放送）※字幕放送
- 俺の地図帳〜地理メンBOYSが行く〜（不定期放送）

### 通販番組

#### 現在放送中の番組
- いいモノ買っチャオ（火・木　10:55 - 11:25）
- MONOモノ倶楽部（月 - 木 11:25 - 11:30）
- 生活情報BOX（金 11:25 - 11:30）
- トライステージ・ショッピング
- ショップジャパン
- 健康家族テレビショッピング
- いいもの買わナイト
- めざましウキウキショッピング
- 今日もウキウキ!ショッピンぐぅ～
- モニしょぴ!

#### 放送終了した番組
- ビートップステレビショッピング
- こうたろ ※HV
- モーニングショッピング（かつてはジャパネットたかたテレビショッピング固定枠として、日曜5:00-5:30に放送されていた。）
- テレビと共にやせましょう
- B-tops ゲッチュウ!
- 超〜お得発見マガジン 小枝のスゴ得（不定期放送・土 10:30 - 11:25）
  - 桂小枝や、吉本興業の芸人が中心となって、ジャパネットたかたの当時の社長だった髙田明らとロケを行う前半部分と、ジャパネットたかたテレビショッピングとして、商品を紹介する後半部分とで構成。2011年を最後に放送されていない。
- ジャパネットたかたTVショッピング
  - かつては、放送開始時から週数回のペースで深夜に放送されていたが、2004年に個人情報漏洩問題が生じた際に放送が中止されてからは、深夜帯での放送回数は縮小され、後に終了となり、前述のモーニングショッピング枠のみの放送となった。かつては、およそ月1回の土 10:30 - 11:25の生放送スペシャルと、前述の「小枝のスゴ得」のみでの放送となっていたが、現在はどちらも行っていない。
- サントリーTVショッピング
- ヤマダ電機TVショッピング
- B-tops（月 10:55 - 11:25、火 3:42 - 4:42、木 3:40 - 4:40、金（月1）10:25 - 11:25、第3以外の土 5:15 - 5:30、日 5:35 - 6:00）
  - 読売テレビ子会社で通信販売会社のセンテンスによる通販番組であったが業績不振に伴い、同年9月末の会社解散及び清算により2025年6月30日をもって放送終了。

### 趣味・教育
- いろりろ (日 6:30 - 7:00)

### 特別番組
- 鳥人間コンテスト選手権大会
- プロ野球No.1決定戦!バトルスタジアム → 超プロ野球 ULTRA
- 全日本有線放送大賞 → ALL JAPANリクエストアワード → ベストヒット歌謡祭 ※HD
- 江川・掛布のゴルフ巨人・阪神戦
- 吉本特別興行
- シネマダイスキ（年4 - 5回程度深夜で集中放送）
- 平成紅梅亭
- 難波金融伝・ミナミの帝王シリーズ
- 浜田雅功シリーズ（毎年1月2日の午後4･5時台に放送）[1]
- ytv漫才新人賞
- 体感!奇跡のリアルタイム
- 最高の最下位
- たとえるバラエティ クイズ!鼻からスイカ
- 解決!チョコプラ即興劇場
- ワンチャンあり!?キングオブスクール
- よしもと情熱コメディ
- もんくもん（毎月1-2回日曜昼に放送）
- 八方・陣内・方正の黄金列伝
- カミオトー上方音祭ー
- 笑い飯presents ひとりで60分
- ネタミちゃんとなかまたち
- 全方位調査型娯楽番組 らんきんぐバカ
- 一流達が限界突破　本気を出しちゃってもいいかしら?
- THE 5連覇無双

### 放送終了した番組
- 上方お笑い大賞
- 島田紳助がオールスターの皆様に芸能界の厳しさ教えますスペシャル!
- Y.A.P.P.Y.（金曜深夜）
- AKBと××!（毎月1回深夜に放送されていた）
- つづきはテレビでTV（毎月1回土曜昼に放送されていた）

## 日本テレビ系列局制作・時差ネット番組

### スポーツ

#### 放送終了した番組
- 全日本プロレス中継（土曜ゴールデンタイム時代は同時スポンサードネットだった）
  - コロッセオ
    - プロレスリング・ノア中継

### バラエティ

#### 現在放送中の番組
- ニノさん（金 0:54 - 1:59〈木深夜〉）
- オードリーさん、ぜひ会ってほしい人がいるんです。（中京テレビ制作、水 1:29 - 1:59〈火深夜〉）

#### 放送終了した番組
- DAISUKI!
- 電波少年シリーズ
  - 進め!電波少年
  - 進ぬ!電波少年
  - 雷波少年
- ロンブー龍
- 香取慎吾の特上!天声慎吾
- 夜遊び三姉妹
- なにわなでしこ
- 中井正広のブラックバラエティ
- 芸人報道
- 笑神様は突然に…（2015年3月までは同時放送）
- 変ラボ
- カウントダウンHulu
- お笑いマンガ道場（中京テレビ制作）
- 少年チャンプル（中京テレビ制作）
- 女優魂（中京テレビ制作）
- フットンダ（中京テレビ制作）
- ビックラコイタ箱（中京テレビ制作）
- 採用!フリップNEWS（中京テレビ制作）
- この人に逢わせて喜ばせたい!逢喜利（中京テレビ制作）

### 音楽

#### 現在放送中の番組
- バズリズム02（金 2:29 - 3:34〈木深夜〉）

#### 放送終了した番組
- 音楽戦士 MUSIC FIGHTER
- ハッピーMusic
- ミュージックドラゴン
- キャラオケ18番
- チカラウタ

### ドラマ

#### 現在放送中の番組
- サムライカアサン（シンドラ、月 2:39 - 3:09〈日深夜〉）
- あいつが上手で下手が僕で（日本テレビ木曜未明の深夜ドラマ、日 0:58 - 1:28〈土深夜〉）

#### 放送終了した番組
| - 臨死!!江古田ちゃん - ろくでなしBLUES - QP - 数学♥女子学園 - 私立バカレア高校 - スプラウト - Piece - 心療中-in the Room- - BADBOYS J - フレネミー 〜どぶねずみの街〜 - 仮面ティーチャー - 恋文日和 - SHARK - SHARK〜2nd Season〜 - 近キョリ恋愛〜Season Zero〜 - 平成舞祭組男 - お兄ちゃん、ガチャ - 49 - MARS〜ただ、君を愛してる〜 - HiGH&LOW〜THE STORY OF S.W.O.R.D.〜シリーズ - 男水! - 兄に愛されすぎて困ってます - PRINCE OF LEGEND | - シンドラ - 孤食ロボット - 吾輩の部屋である - 卒業バカメンタリー - ○○な人の末路 - トーキョーエイリアンブラザーズ - 部活、好きじゃなきゃダメですか? - 節約ロック - 頭に来てもアホとは戦うな! - 簡単なお仕事です。に応募してみた - ブラック校則 - やめるときも、すこやかなるときも - 正しいロックバンドの作り方 - バベル九朔 - でっけぇ風呂場で待ってます - 探偵☆星鴨 - 武士スタント逢坂くん! |

など。

### アニメ

#### 現在放送中の番組
- それいけ!アンパンマン（水曜日 10:55 - 11:25）
- 薬屋のひとりごと（金曜日はシンデレラ、土 1:05 - 1:35〈金深夜〉）

#### 放送終了した番組
- シートン動物記（第11話までは日本テレビと同時放送、第23話で打ち切り。）
- おちゃめなふたご クレア学院物語
- LUPIN the Third -峰不二子という女-
  - ルパン三世（第4シリーズ）
  - ルパン三世 PART5
  - ルパン三世 PART6
- ちはやふる
  - ちはやふる2
- 戦国BASARA Judge End
- HUNTER×HUNTER
- 寄生獣 セイの格率
- 風が強く吹いている
- ワンダーエッグ・プライオリティ
- EDENS ZERO

### 紀行

#### 現在放送中の番組
- 音のソノリティ（土 20:54 - 21:00）
- 東野・岡村の旅猿 プライベートでごめんなさい…（シーズン23）（日 17:00 - 17:30）

#### 放送終了した番組
- J'J Kis-My-Ft2 北山宏光 ひとりぼっちインド横断 バックパックの旅
- 心に刻む風景（日 21:54 - 22:00）

## 本社が東天満にあった頃ネットされていた番組
☆の番組は、城見に移転してからも放送。★は、東天満末期にスタートした番組。
- ☆NNN昼のニュース（YTVでは『よみうりニュース NNN』に改題。現在の『NNNストレイトニュース』枠）
- 月 - 土曜夕方のNNNニュース（現在の『news every.』および土曜版の『news every.サタデー』枠）
  - NNN JUST NEWS → NNN6:30きょうのニュース → NNNライブオンネットワーク → ☆★NNNニュースプラス1
- ☆NNNきょうの出来事（現在の『news zero』および週末版の『Going!Sports&News』枠）
- ☆NNN日曜夕刊
- ☆独占!!スポーツ情報（以上の2番組は現在の『真相報道 バンキシャ!』枠）
- ☆NNNドキュメント（現在も放送中）
- ☆ズームイン!!朝!（現在の『ZIP!』枠）
- 金原二郎ショー → あなたのワイドショー → ミセス&ミセス → ☆ルックルックこんにちは（現在の『DayDay.』枠）
- お昼のワイドショー → ☆おもいッきりテレビ（現在の『ヒルナンデス!』枠）
- ☆読売新聞 あすの朝刊
- ☆ごちそうさま
- おしゃれシリーズ（現在の『おしゃれクリップ』）
  - おしゃれ → ☆オシャレ30・30
- ☆11PM（月・水・金の日テレ制作版）
- 2時ですこんにちは（月 - 木曜の日テレ制作版）
- テレビ三面記事 ウィークエンダー（現在の『土曜ドラマ』枠）
- ☆★追跡
- ☆キユーピー3分クッキング（現在も放送中）
- ☆ご存じですか
- ☆全日本プロレス中継
- ☆全国高等学校サッカー選手権大会（現在も放送中）
- ☆新春スポーツスペシャル箱根駅伝（現在も放送中）
- 月曜7時30分・ロート製薬一社提供枠
  - 底ぬけ脱線ゲーム → ほんものは誰だ! → 推理クイズ・私がほんもの! → なぜなぜダイヤル!? → 勝抜きドンドン歌合戦 → 大きなお世話だ → ごきげん月曜7時半
- 紅白歌のベストテン → ザ・トップテン → ☆歌のトップテン(YTVからの中継は、羽川英樹がリポーターを担当)（現在の『世界まる見え!テレビ特捜部』枠）
- 月曜スター劇場 → ☆Time21（現在の『しゃべくり007』枠）
- シャープ・スターアクション!
- それは秘密です!!（以上の2番組は現在の『ヒューマングルメンタリー オモウマい店』枠）
- 巨泉・前武ゲバゲバ90分!
- ☆火曜時代劇（『伝七捕物帳』、『新五捕物帳』、『長七郎江戸日記』etc.）（以上の2番組は現在の『踊る!さんま御殿!!』枠）
- 火曜9時のドラマシリーズ（『大都会』シリーズ、『探偵物語』etc.）
- 火曜劇場
- ☆火曜サスペンス劇場
- 特ダネ登場!? → 謎のカーテン!? → 逆転クイズ スーパービンゴ
- 歌のワイド90分!
- ☆水曜10時ドラマ（現在も放送中）
- ☆木曜スペシャル（『元祖どっきりカメラ』、『アメリカ横断ウルトラクイズ』etc.）
- ☆健康増進時代（日本医師会提供、後の『Oh!診』→『からだ元気科』）
- 歌まね振りまねスターに挑戦!!
- ハッチャキ!!マチャアキ → コント55号のなんでそうなるの? → カックラキン大放送!! → 志村けんの失礼しまぁーす! → Wパパにオマケの子?!→ ☆★こちら夢スタジアム
- 太陽にほえろ! → ☆ジャングル
- 金曜劇場
- 金曜10時!うわさのチャンネル!!
- 水曜ロードショー → ☆金曜ロードショー（現在も放送中）
- ☆TVムック・謎学の旅（現在の『FRIDAY ANIME NIGHT』枠）
- 東芝アラカルトクッキング・しあわせの味（昭和40年代後半に放送。料理番組）
- ☆土曜グランド劇場（現在も放送時間を変更して放送中）
- ☆今夜は最高!（現在の『アナザースカイ』枠）
- ☆ミユキ野球教室
- スター誕生! → クローズアップNOW → クイズ ラブラブジャンプ → 鉄矢と熊のひたすら日曜日 → ☆徳光和夫のTVフォーラム
- TVジョッキー → ☆スーパージョッキー
- ☆笑点（現在も放送中）
- シャボン玉ホリデー
- ドラえもん (1973年のテレビアニメ)
- ☆すばらしい世界旅行（現在の『ザ!鉄腕!DASH!!』枠の後半部分）
- 日曜8時枠（現在の『世界の果てまでイッテQ!』枠）
  - ドラマ（『青春とはなんだ』、『これが青春だ』、『でっかい青春』、『進め!青春』、『おれは男だ!』、『飛び出せ!青春』、『われら青春!』、『俺たちの旅』、『西遊記』シリーズ、『俺たちは天使だ!』etc.）
  - コント55号の裏番組をぶっとばせ!
  - 久米宏のTVスクランブル
  - ☆天才・たけしの元気が出るテレビ!!
- 日曜9時枠（現在の『行列のできる相談所』枠）
  - 日曜時代劇（『子連れ狼』、『桃太郎侍』etc.） → サンデースポーツ9 → 日曜9時は遊び座です → 刑事物語'85 → 誇りの報酬 → あぶない刑事（第1シリーズ）→☆巨泉のこんなモノいらない!?
- トヨタ日曜ドキュメンタリー 知られざる世界
- ロンパールーム
- おはよう!こどもショー
- カリキュラマシーン
- ☆24時間テレビ 「愛は地球を救う」（現在も放送中）
- ☆全国高等学校クイズ選手権（現在も放送中）

## 大阪テレビから移行した日本テレビの番組
- ほろにがショー 何でもやりまショー（日本テレビ草創期の番組）
- ミユキ野球教室
- 山一名作劇場
- OK横丁に集まれ
- ダイヤル110番
- 日本プロレス中継
- 雨・風・曇

## テレビ大阪が開局するまで放送されていたテレビ東京の番組
- スーキャット
- まいっちんぐマチコ先生（1981年10月 - 1982年3月） - テレビ大阪が開局してからも1か月間放送された。

## 本社が城見2丁目にあった頃ネットされていた番組
- いつみても波瀾万丈
- 世界一受けたい授業
- スーパーテレビ情報最前線
- マジカル頭脳パワー!!
- どちら様も!!笑ってヨロシク
- 嵐にしやがれ
- 天才!志村どうぶつ園
- シューイチ（現在も放送中）
- 行列のできる法律相談所→行列のできる相談所
- THE夜もヒッパレ
- 電波少年シリーズ
- 速報!歌の大辞テン!!
- 1億人の大質問!?笑ってコラえて！（現在も放送中）
- 恋のから騒ぎ
- 踊る!さんま御殿!!（現在も放送中）
- 伊東家の食卓
- ダウンタウンのガキの使いやあらへんで!（現在も放送中）
- ウッチャンナンチャンのウリナリ!!